# Selim Tataroğlu
Selim Tataroğlu, né le 24 avril 1972, est un ancien judoka turc. Il fut notamment multiple champion dans la catégorie des poids lourds (+95 ou +100 kg) ainsi qu'en toutes catégories.

## Palmarès

### Championnats du monde
| Chpts du monde    | 1995 | 1999 | 2001 |
| ----------------- | ---- | ---- | ---- |
| + 100 kg          | -    | 3e   | 2e   |
| Toutes catégories | 3e   | 2e   | -    |

### Championnats d'Europe
| Chpts d'Europe    | 1994 | 1996 | 1997 | 1998 | 1999 | 2000 | 2001 | 2004 |
| ----------------- | ---- | ---- | ---- | ---- | ---- | ---- | ---- | ---- |
| + 95              | 3e   | 3e   | 1er  | -    | -    | -    | -    | -    |
| + 100 kg          | -    | -    | -    | 3e   | 3e   | -    | 3e   | 1er  |
| Toutes catégories | -    | 2e   | 3e   | 1er  | 1er  | 2e   | -    | -    |